# アレックス・メトレベリ
アレクサンドル・イラクリエヴィチ・メトレベリ（Alexander Iraklievich "Alex" Metreveli, グルジア語: ალექსანდრე მეტრეველი, ロシア語: Александр Ираклиевич Метревели, 1944年11月2日 - ）は、ソビエト連邦グルジア共和国トビリシ出身の男子テニス選手。

## 来歴
1973年ウィンブルドン選手権男子シングルス準優勝者。女子選手のオルガ・モロゾワと並んで、ソ連におけるテニス競技の草分けに大きく貢献した名選手である。メトレベリの経歴を通じて「ソビエト連邦出身のテニス選手として史上初」の業績は多い。彼は「アマチュアテニス選手」と「プロテニス選手」の両方の立場で活動し、プロ選手になってからは男子ツアーでシングルス8勝、ダブルス2勝を挙げた。ATPランキングシングルス自己最高位は9位。サービス・アンド・ボレーのプレーを得意にした選手である。
1961年に17歳でソ連国内のジュニア・チャンピオンになり、1963年から男子テニス国別対抗戦デビスカップソビエト連邦代表選手になった。彼の4大大会初出場は1962年全米選手権であったが、1966年全仏選手権で初めての好成績を出し、トニー・ローチとの準々決勝まで勝ち進んだ。1968年にテニス界は「オープン化」という措置を取り、プロ選手たちの4大大会出場を解禁する。オープン化措置のもとで最初に実施された大会は、1968年の「全仏オープン」であった。メトレベリは続くウィンブルドン選手権混合ダブルスでソ連テニス史上最初の金字塔を打ち立てた。メトレベリとオルガ・モロゾワはソ連選手として初のウィンブルドン選手権決勝に進出し、ケン・フレッチャー/マーガレット・コート組に挑戦した。5年前の1963年に混合ダブルス唯一の「年間グランドスラム」を達成した世界最強ペアに対して、メトレベリとモロゾワは第1セットを1-6で失ったが、第2セットで12-14の健闘を見せた。メトレベリはシングルスでも、3回戦でベテランの人気選手パンチョ・ゴンザレスを4-6, 6-4, 6-3, 7-5で破って注目を集め、デニス・ラルストンとの4回戦まで進出した。こうして、メトレベリはソ連のテニスを世界に紹介し始める。
2年後、メトレベリとモロゾワは再び1970年ウィンブルドン選手権混合ダブルスで活躍し、2年ぶり2度目の決勝に進出した。対戦相手はイリ・ナスターゼ/ロージー・カザルス組であったが、メトレベリとモロゾワはここでもあと一歩及ばず3-6, 6-4, 7-9のフルセットで敗れ、ウィンブルドン選手権混合ダブルスでは2度の準優勝に終わった。先輩選手のメトレベリは、1972年に4大大会シングルスの成績を伸ばし、全豪オープンと全仏オープンの2大会連続で準決勝に進出した。そしてついに、1973年ウィンブルドン選手権において、メトレベリはソ連選手として史上初の4大大会シングルス決勝進出を成し遂げる。対戦相手はヤン・コデシュであったが、メトレベリはコデシュに1-6, 8-9, 3-6のストレートで敗れ、初優勝はならなかった。なお、当時のウィンブルドン選手権では、ゲームカウント「8-8」になったところでタイブレークを実施していたため、第2セットのセットカウントは8-9となっている。全米オープンでの自己最高成績は、1974年のベスト8で、この大会は出場機会も少なかった。メトレベリは当時の男子プロテニスツアーであった「ワールド・チャンピオンシップ・テニス」（WCT, World Championship Tennis の略）にも、ソ連選手として初参加を果たしている。
ところが、1977年にソ連政府がテニス選手の海外試合出場を禁止したことにより、メトレベリは4大大会やWCTなどの海外テニスツアーへの出場が不可能になった。メトレベリは1979年までデビスカップソビエト連邦代表選手を務め、当地で後進の育成に携わる傍ら、ジャーナリストやテレビ解説者としても優れた業績を残した。やがて、アンドレイ・チェスノコフをはじめとする後輩選手たちがソ連選手として海外遠征を始め、メトレベリやオルガ・モロゾワの足跡に続いてゆく。1996年全仏オープン男子シングルスにおいて、エフゲニー・カフェルニコフがロシア出身のテニス選手として最初の4大大会優勝者に輝き、メトレベリが23年前に果たせなかった夢を実現させた。

## 4大大会成績
- ウィンブルドン　男子シングルス準優勝：1973年／混合ダブルス準優勝：1968年、1970年

（全豪オープンベスト4：1972年／全仏オープンベスト4：1972年／全米オープンベスト8：1974年）